# 巴爾多山
45°43′35″N 10°50′38″E / 45.72639°N 10.84389°E

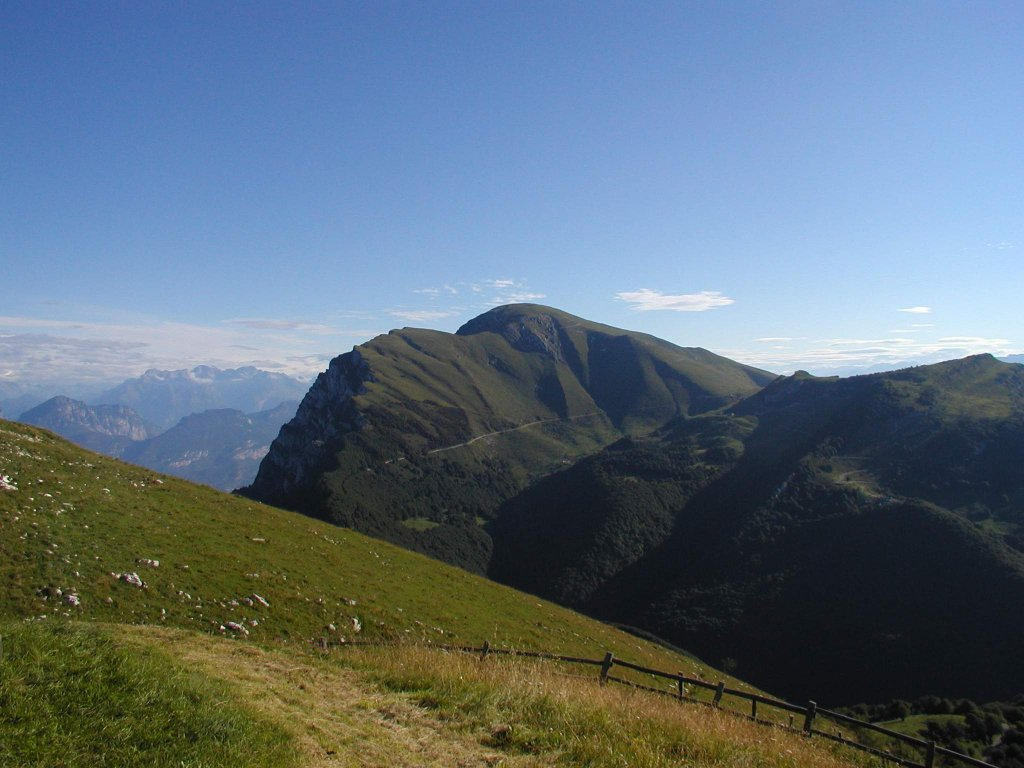

巴爾多山（義大利語：Monte Baldo），是意大利的山脈，位於該國北部威尼托大區，橫跨特倫托和維羅納省，屬於布里西亞及加達前阿爾卑斯山脈的一部分，最高點海拔高度2,218米。